# Ceratina teunisseni
Ceratina teunisseni är en biart som beskrevs av Terzo och Rasmont 1997. Den ingår i släktet märgbin och familjen långtungebin. Inga underarter finns listade i Catalogue of Life.

## Beskrivning och utbredning
Ceratina teunisseni är ett litet, blått bi som är endemiskt för Kreta där det förekommer i de flesta biotoper upp till en höjd av 1 250 m. Vanliga biotoper är buskskog samt trädgårdar på landsbygd och i förorter, men arten förekommer överallt där det finns tillgång på växter ur hallonsläktet; eftersom larvutvecklingen sker i märgen på torra grenar av dessa växter, är deras närvaro ett krav.

## Ekologi
Arten är polylektisk, den flyger till blommande växter från många familjer. Vanliga värdväxter är italiensk snokört från familjen strävbladiga växter, och kyndelarten Satureja thymbra från familjen kransblommiga växter. Arten är aktiv under våren.

## Bevarandestatus
På grund av att Ceratina teunisseni har beskrivits relativt nyligen är ännu inte mycket känt om arten, och IUCN har därför klassificerat den under kunskapsbrist. Inga hot har heller listats för arten; då den är en kulturföljare som drar nytta av mänskliga aktiviteter som traditionellt jordbruk och vägbyggnad, eftersom de gynnar spridningen av bland annat hallonsläktet, som tjänar som deras bovärd, är dessa aktiviteter snarast till nytta för den. Samtidigt kan liknande aktiviteter, som modernt, högintensivt jordbruk och vägvård som påverkar vägrenarna där många av artens värdväxter finns, hota dess överlevnad.